# Barbastro
Barbastro (aragonsky Balbastro) je španělské město. Leží v autonomním společenství Aragonie v provincii Huesca. Žije zde přibližně 18 tisíc obyvatel. Ve městě sídlí biskup římskokatolické diecéze Barbastro-Monzón.
Město smutně proslulo za španělské občanské války jakožto symbol republikánského teroru: v létě roku 1936 zde republikánské jednotky povraždily většinu duchovenstva včetně biskupa Barrosa i žáky řeholního kněžského semináře.

## Slavní obyvatelé a rodáci
- sv. Josemaría Escrivá de Balaguer, zakladatel Opus Dei
- bl. Florentino Asensio Barroso, biskup a mučedník